# 24 Horas de Spa

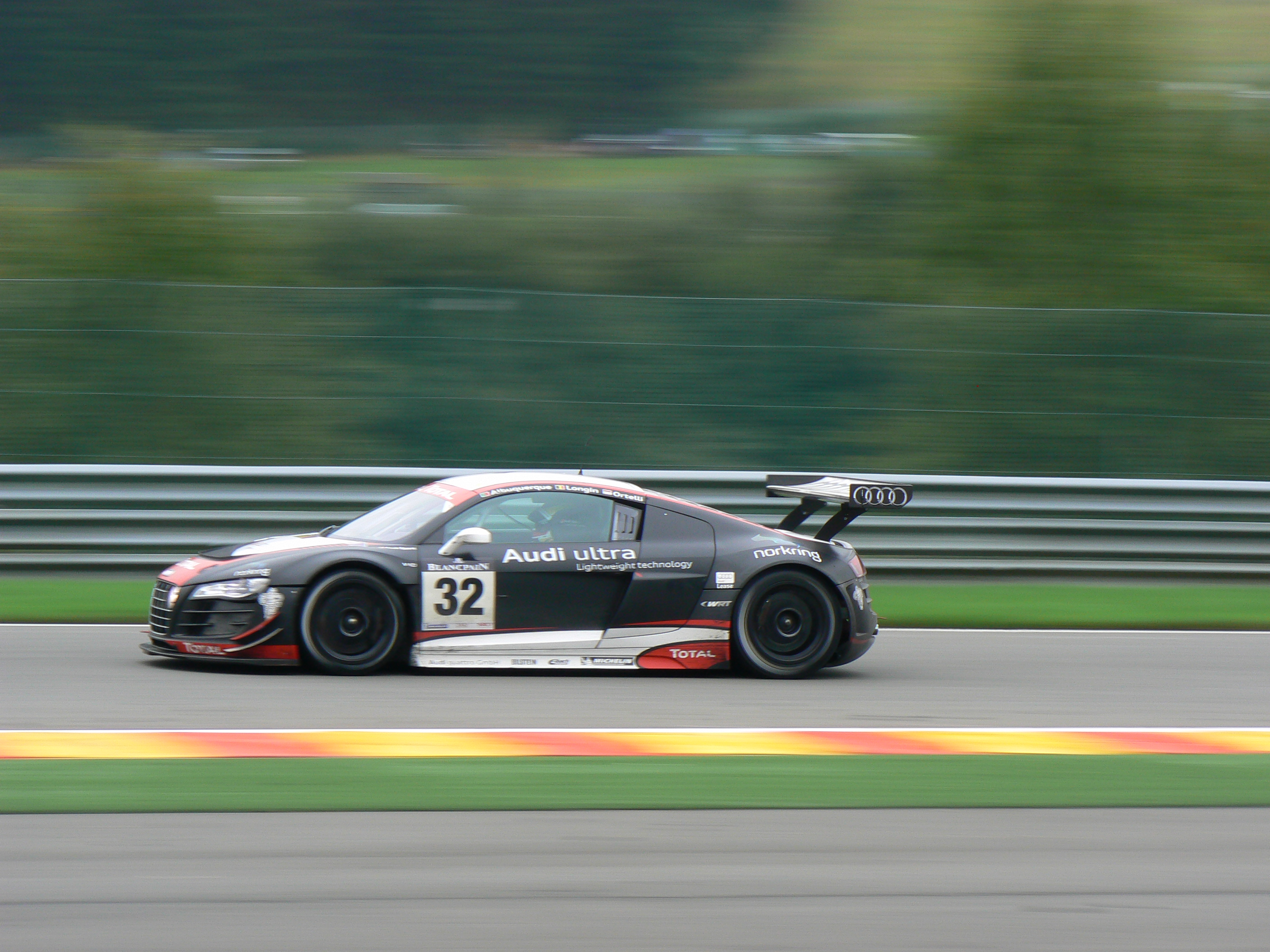
Audi R8 en las 24 Horas de Spa de 2011.

Las 24 Horas de Spa es una carrera de resistencia que se corre con turismos y gran turismos en el circuito de Spa-Francorchamps, Bélgica. Se comenzó a celebrar en 1924, siguiendo el formato exitoso de las 24 Horas de Le Mans estrenado en Francia en 1923. Originalmente, las 24 Horas de Spa se disputaba en un circuito de 14 km. En 1979 se pasó al circuito actual de 7 km.
Formó parte del calendario del Campeonato Europeo de Turismos entre los años 1966 y 1973, desde 1982 hasta 1986 y finalmente en 1988, el Campeonato Mundial de Turismos de 1987, y el Campeonato Mundial de Resistencia en 1953 y 1981. Desde la edición 2001 hasta 2009, las 24 Horas de Spa fue fechas puntuable del Campeonato FIA GT. En 2010, la carrera se disputó con GT2 y GT3 como fecha única de una copa europea. A partir de 2011, es la carrera estelar de la Blancpain Endurance Series.

## Ganadores recientes
El piloto con más victorias en las 24 Horas de Spa es el belga Eric van de Poele con cinco, seguido de sus compatriotas Thierry Tassin y Jean-Michel Martin con cuatro. Entre los pilotos con tres triunfos se encuentran Attilio Marinoni, Pierre Dieudonné, Hans Heyer, Dieter Quester, Roberto Ravaglia, Marc Duez, Michael Bartels y Philipp Eng.
Entre los ganadores de la carrera durante las décadas de 1950, 1960 y 1970 se encuentran pilotos como Giuseppe Farina, Mike Hawthorn, Jacky Ickx, Alex Soler-Roig, Jochen Mass y Hans-Joachim Stuck.
| Año  | Pilotos                                                              | Automóvil                        |
| ---- | -------------------------------------------------------------------- | -------------------------------- |
| 1979 | Jean-Michel Martin Philippe Martin                                   | Ford Capri                       |
| 1980 | Jean-Michel Martin Philippe Martin                                   | Ford Capri                       |
| 1981 | Tom Walkinshaw Pierre Dieudonné                                      | Mazda RX-7                       |
| 1982 | Eddy Joosen Hans Heyer Armin Hahne                                   | BMW Serie 5                      |
| 1983 | Thierry Tassin Hans Heyer Armin Hahne                                | BMW Serie 6                      |
| 1984 | Tom Walkinshaw Hans Heyer Win Percy                                  | Jaguar XJS                       |
| 1985 | Roberto Ravaglia Gerhard Berger Marc Surer                           | BMW Serie 6                      |
| 1986 | Thierry Tassin Dieter Quester Altfrid Heger                          | BMW Serie 6                      |
| 1987 | Jean-Michel Martin Didier Theys Eric van de Poele                    | BMW M3                           |
| 1988 | Altfrid Heger Dieter Quester Roberto Ravaglia                        | BMW M3                           |
| 1989 | Gianfranco Brancatelli Win Percy Bernd Schneider                     | Ford Sierra                      |
| 1990 | Fabien Giroix Johnny Cecotto Markus Oestreich                        | BMW M3                           |
| 1991 | Anders Olofsson David Brabham Naoki Hattori                          | Nissan Skyline                   |
| 1992 | Steve Soper Jean-Michel Martin Christian Danner                      | BMW M3                           |
| 1993 | Christian Fittipaldi Uwe Alzen Jean-Pierre Jarier                    | Porsche 911                      |
| 1994 | Roberto Ravaglia Thierry Tassin Alexander Burgstaller                | BMW Serie 3                      |
| 1995 | Joachim Winkelhock Steve Soper Peter Kox                             | BMW Serie 3                      |
| 1996 | Jörg Müller Thierry Tassin Alexander Burgstaller                     | BMW Serie 3                      |
| 1997 | Marc Duez Didier de Radiguès Eric Hélary                             | BMW Serie 3                      |
| 1999 | Marc Duez Eric van de Poele Alain Cudini                             | BMW Serie 3                      |
| 1999 | Frédéric Bouvy Emmanuel Collard Anthony Beltoise                     | Peugeot 306                      |
| 2000 | Frédéric Bouvy Kurt Mollekens Didier Defourny                        | Peugeot 306                      |
| 2001 | Christophe Bouchut Jean-Philippe Belloc Marc Duez                    | Chrysler Viper                   |
| 2002 | Christophe Bouchut Sébastien Bourdais Vincent Vosse David Terrien    | Chrysler Viper                   |
| 2003 | Stéphane Ortelli Marc Lieb Romain Dumas                              | Porsche 911                      |
| 2004 | Luca Cappellari Fabrizio Gollin Lilian Bryner Enzo Calderari         | Ferrari 550                      |
| 2005 | Michael Bartels Timo Scheider Eric van de Poele                      | Maserati MC12                    |
| 2006 | Michael Bartels Andrea Bertolini Eric van de Poele                   | Maserati MC12                    |
| 2007 | Mike Hezemans Fabrizio Gollin Jean-Denis Délétraz Marcel Fässler     | Chevrolet Corvette               |
| 2008 | Michael Bartels Andrea Bertolini Eric van de Poele Stéphane Sarrazin | Maserati MC12                    |
| 2009 | Anthony Kumpen Kurt Mollekens Mike Hezemans Jos Menten               | Chevrolet Corvette               |
| 2010 | Romain Dumas Jörg Bergmeister Wolf Henzler Martin Ragginger          | Porsche 911                      |
| 2011 | Greg Franchi Timo Scheider Mattias Ekström                           | Audi R8                          |
| 2012 | Andrea Piccini René Rast Frank Stippler                              | Audi R8                          |
| 2013 | Bernd Schneider Maximilian Götz Maximilian Buhk                      | Mercedes-Benz SLS AMG            |
| 2014 | Laurens Vanthoor René Rast Markus Winkelhock                         | Audi R8                          |
| 2015 | Nick Catsburg Lucas Luhr Markus Palttala                             | BMW Z4                           |
| 2016 | Philipp Eng Maxime Martin Alexander Sims                             | BMW M6                           |
| 2017 | Jules Gounon Christopher Haase Markus Winkelhock                     | Audi R8                          |
| 2018 | Tom Blomqvist Philipp Eng Christian Krognes                          | BMW M6                           |
| 2019 | Richard Lietz Michael Christensen Kévin Estre                        | Porsche 911                      |
| 2020 | Earl Bamber Laurens Vanthoor Nick Tandy                              | Porsche 911                      |
| 2021 | Alessandro Pier Guidi Nicklas Nielsen Côme Ledogar                   | Ferrari 488 GT3                  |
| 2022 | Daniel Juncadella Raffaele Marciello Jules Gounon                    | Mercedes-Benz SLS AMG            |
| 2023 | Philipp Eng Marco Wittmann Nick Yelloly                              | BMW M4 GT3                       |
| 2024 | Mattia Drudi Marco Sørensen Nicki Thiim                              | Aston Martin Vantage AMR GT3 Evo |
| 2025 | Mirko Bortolotti Luca Engstler Jordan Pepper                         | Lamborghini Huracán GT3 Evo 2    |

N-GT (2001-2004) / GT2 (2005-2009)
| Año  | Pilotos                                                         | Automóvil    |
| ---- | --------------------------------------------------------------- | ------------ |
| 2001 | Dieter Quester Antonio García Luca Riccitelli Norman Simon      | Porsche 911  |
| 2002 | Stéphane Ortelli Emmanuel Collard Romain Dumas                  | Porsche 911  |
| 2003 | Stéphane Ortelli Marc Lieb Romain Dumas                         | Porsche 911  |
| 2004 | Stéphane Ortelli Emmanuel Collard Romain Dumas                  | Porsche 911  |
| 2005 | Lucas Luhr Marc Lieb Mike Rockenfeller                          | Porsche 911  |
| 2006 | Timo Scheider Mika Salo Rui Águas                               | Ferrari F430 |
| 2007 | Emmanuel Collard Marc Lieb Matteo Malucelli                     | Porsche 911  |
| 2008 | Joël Camathias Davide Rigon Matteo Malucelli Paolo Ruberti      | Ferrari F430 |
| 2009 | Gianmaria Bruni Jaime Melo Jr. Toni Vilander Luis Pérez Companc | Ferrari F430 |

Clases ad hoc
| Año  | Clase | Pilotos                                                       | Automóvil      |
| ---- | ----- | ------------------------------------------------------------- | -------------- |
| 2003 | G2    | Didier de Radiguès Kurt Mollekens Pedro Lamy                  | Chrysler Viper |
| 2004 | G2    | Dirk Müller Jörg Müller Hans-Joachim Stuck                    | BMW M3         |
| 2009 | G2    | Marcel Fässler Marc Basseng Alexandros Margaritis Henri Moser | Audi R8        |
| 2010 | GTN   | Dirk Müller Dirk Werner Dirk Adorf                            | BMW M3         |

## Estadísticas

### Constructores con más títulos
| Núm. | Constructor     | Victorias | Años |
| ---- | --------------- | --------- | --- |
| 1    | BMW             | 25        | 1965, 1966, 1970, 1973, 1974, 1975, 1976, 1977, 1982, 1983, 1985, 1986, 1987, 1988, 1990, 1992, 1994, 1995, 1996, 1997, 1998, 2015, 2016, 2018, 2023 |
| 2    | Porsche         | 8         | 1967, 1968, 1969, 1993, 2003, 2010, 2019, 2020 |
| 3    | Alfa Romeo      | 7         | 1928, 1929, 1930, 1932, 1933, 1936, 1938 |
| 4    | Ford            | 6         | 1971, 1972, 1978, 1979, 1980, 1989 |
| 5    | Audi            | 4         | 2011, 2012, 2014, 2017 |
| 5    | Ferrari         | 4         | 1949, 1953, 2004, 2021 |
| 5    | Mercedes-Benz   | 4         | 1931, 1964, 2013, 2022 |
| 8    | Peugeot         | 3         | 1926, 1999, 2000 |
| 8    | Maserati        | 3         | 2005, 2006, 2008 |
| 10   | Chrysler        | 2         | 2001, 2002 |
| 10   | Chevrolet       | 2         | 2007, 2009 |
| 10   | Aston Martin    | 2         | 1948, 2024 |
| 13   | Bignan          | 1         | 1924 |
| 13   | Chenard-Walcker | 1         | 1925 |
| 13   | Excelsior       | 1         | 1927 |
| 13   | Bugatti         | 1         | 1934 |
| 13   | Mazda           | 1         | 1981 |
| 13   | Jaguar          | 1         | 1984 |
| 13   | Nissan          | 1         | 1991 |
| 13   | Lamborghini     | 1         | 2025 |